# Average CPU Power
Average CPU Power (Abkürzung: ACP) ist eine von AMD eingeführte Verlustleistungsangabe für Prozessoren. Sie soll den bislang gebräuchlichen Wert Thermal Design Power (TDP) ergänzen. Während der TDP ungefähr die maximale Verlustleistung angibt und als Richtwert für die Kühlung dient, gibt der ACP eine durchschnittliche Prozessorverlustleistung unter Last (Workload) an. AMD verwendet zur Erzeugung des Workloads Industriestandardbenchmarks wie die der SPEC. Bei bisher erschienenen AMD-Prozessoren liegen die so gemessenen ACP-Werte typischerweise zwischen 10 und 20 Prozent unter den jeweiligen TDP-Werten.
Die ACP ähnelt damit einer älteren Definition der Thermal Design Power von Intel. AMD nutzt die Angabe bei Serverprozessoren vom Typ Opteron seit der Einführung der K10-Mikroarchitektur. Mit Hilfe der ACP will AMD die Ermittlung der typischen CPU-Leistungsaufnahme vereinfachen.
| ACP          | TDP          |
| ------------ | ------------ |
| 40 Watt ACP  | 60 Watt TDP  |
| 55 Watt ACP  | 79 Watt TDP  |
| 75 Watt ACP  | 115 Watt TDP |
| 105 Watt ACP | 137 Watt TDP |